# Lefua
Lefua is een geslacht van straalvinnige vissen uit de familie van de bermpjes (Nemacheilidae).

## Soorten
- Lefua costata (Kessler, 1876)
- Lefua echigonia Jordan & Richardson, 1907
- Lefua nikkonis (Jordan & Fowler, 1903)
- Lefua pleskei (Herzenstein, 1888)